# Máximo (luchador)
José Christian Alvarado Ruiz (nacido el 8 de noviembre de 1980) es un luchador profesional mexicano, mejor conocido con el nombre de Máximo. Anteriormente trabajó en Consejo Mundial de Lucha Libre (CMLL) desde 2003 hasta 2017 y en Lucha Libre AAA Worldwide (AAA) desde 2018 hasta 2021.
Christian ha sido una vez Campeón Mundial al haber ganado el Campeón Mundial de Peso Completo del CMLL. También fue Campeón Mundial de Tercias del CMLL, ganador de la Copa Junior (2014) y del Torneo Nacional de Parejas Increíbles (2015).

## Carrera

### Consejo Mundial de Lucha Libre (2003-2017)
José Christian Alvarado fue nombrado como Máximo ("Maximus"), un personaje inspirado en la época romana, quien se suponía que formaba equipo con Los Romanos (Calígula y Mesalla), pero en cambio se convirtió en un personaje exótico, un personaje que reta los estereotipos de género y parece ser más homosexual que heterosexual. Máximo conservó la vestimenta de "toga" que surgió de su idea original, pero cambió a colores rosas y morados para mantener su imagen exótica. CMLL no tenía ningún otro personaje exótico en ese momento, por lo que fue fácil que Máximo destacara. El 7 de octubre de 2005 Máximo ganó su primer campeonato de lucha profesional cuando junto con El Sagrado y El Texano Jr. vencieron a Pandilla Guerrera (Sangre Azteca, Doctor X y Nitro) para ganar el Campeonato Nacional Mexicano de Tríos. 
Durante los siguientes 569 días, Texano Jr., Sagrado y Máximo defendieron el título de Tríos contra equipos como Danger, Infierno, Magnum; ex-campeones Doctor X, Nitro, Sangre Azteca, y el equipo de Arkangel, Doctor X y Misterioso II. El 29 de abril de 2007, el equipo perdió el Título de Tríos Nacional de México ante la facción de Los Perros del Mal (Mr. Águila, Damián 666 y Halloween). El cambio de título se vio facilitado por el hecho de que El Texano Jr. atacó a sus compañeros a mitad de partido, lo que le dio a Los Perros una victoria fácil. No mucho después de convertir a Rudo, Texano Jr. se unió a Los Perros del Mal y comenzó una disputa de larga duración, nuevamente con Máximo. La rivalidad entre Máximo y El Texano Jr. finalmente terminó el 15 de marzo de 2009, casi dos años después de que comenzara, cuando Texano Jr. derrotó a Máximo en dos caídas consecutivas en una Luchas de Apuestas, lo que obligó a Máximo a afeitarse el cabello después del combate.
A principios de 2010 Máximo participó en el primer Torneo Nacional de Parejas Increíbles, un torneo en el que CMLL agrupa a un luchador técnico y uno rudo en el que representan a la región en la que entrenaron. Máximo se agrupó con el Sr. Niebla, formando un equipo que recibió el apodo de La Peste con Amour ("La plaga del amor"), juego de palabras que vienen del Sr. Niebla, que forma parte de La Peste Negra ("La peste negra") y el personaje exótico de Máximo. En la primera ronda, Niebla y Máximo derrotaron al equipo de Blue Panther y Misterioso II. La Peste con Amour ganó cuando Máximo besó a Panther, distrayéndolo lo suficiente como para que el Sr. Niebla se acercara furtivamente detrás de él y lo enrollara para el pinfall. En la segunda ronda el equipo se enfrentó a Atlantis y Máscara Dorada, pero fueron derrotados cuando Máximo trató de besar a Atlantis para distraerlo, pero terminó besando al Sr. Niebla en su lugar, haciéndolo susceptible a un roll-up y pinfall.
En enero de 2011 Máximo participó en FantasticaManía, coproducido por CMLL y New Japan Pro Wrestling en Tokio. El 22 de enero Máximo fue derrotado por su viejo rival Taichi en un combate individual. Al día siguiente, se unió a Danshoku Dino en un combate por equipos, donde fueron derrotados por Gedo y Jado. En diciembre de 2011, Máximo formó el trío llamado El Bufete del Amor con Marco Corleone y Rush. El 21 de enero de 2012 Máximo regresó a Japón para participar en FantasticaManía, formando equipo con Danshoku Dino en la primera noche, en un combate por equipos de etiqueta, donde fueron derrotados por Suzuki-gun (Taichi y Taka Michinoku). Al día siguiente, Máximo obtuvo su primera victoria en Japón, cuando él y Jushin Thunder Liger derrotaron a Taichi y Misterioso Jr. en un combate por equipos. De vuelta en México, el 19 de febrero, El Bufete del Amor derrotó a Los Hijos del Averno (Averno, Ephesto y Mephisto), ganando así el Campeón Mundial de Tercias del CMLL.
El 30 de enero de 2015, Máximo derrotó a El Terrible para ganar el Campeonato Mundial de Peso Completo del CMLL. La victoria hizo que Máximo y su padre, Brazo de Plata, fueran el primer dúo de padre e hijo en tener el mismo campeonato mundial de peso pesado de una gran empresa. El 9 de mayo de 2015 Máximo tuvo su primera defensa contra Rey Bucanero. El 14 de julio de 2015, Máximo tuvo su segunda defensa contra Rey Escorpión. El 27 de julio de 2015, Máximo tuvo su tercera defensa contra Euforia. Durante su reinado, en octubre de 2015, Máximo cambió su nombre a Máximo Sexy. 
El 21 de enero de 2017 Máximo Sexy participó en la gira de FantasticaManía, donde hizo su última defensa del Campeonato Mundial de Peso Completo del CMLL contra Hechicero. El 22 de mayo CMLL despidió públicamente tanto a Felipe como a José Alvarado, despojándolos de sus dos campeonatos en el proceso.

### Circuitos independientes (2017-presente)
El 30 de mayo de 2017, Máximo (como Máximo Ken) y La Máscara hicieron una aparición sorpresa para la promoción en Tijuana, The Crash. El dúo atacó a Garza Jr. y Daga, y comenzó un feudo con Penta el Zero M y Rey Fénix. Los primos fueron anunciados originalmente como reservados para luchar contra L.A. Park y el Dr. Wagner Jr. en el evento principal de Lucha Libre Boom.

### Lucha Libre AAA Worldwide (2017, 2018-2021)
El 26 de agosto, Máximo y La Máscara hicieron una aparición especial en Triplemanía XXV donde fueron a celebrar el triunfo de su hermano Psycho Clown luego de que Wagner perdiera su máscara.
El 26 de enero, Máximo junto con La Máscara hicieron su debut en Guerra de Titanes para ayudar a su hermano Psycho Clown y así formar su equipo llamado, Los Mosqueteros del Diablo.
El 13 de julio de 2021, Máximo fue anunciando en un evento de "Hecho en México" de Alberto El Patrón, anunciando su salida de la AAA.

### Impact Wrestling (2018)
El 11 de octubre, Máximo hizo una aparición especial en la empresa estadounidense Impact Wrestling, derrotando a Grado con un «Roll up» después de haber sido sorprendido con un beso. Después del combate, Grado besó a Máximo y abandonó el ring.

## Vida personal
Tanto su padre Brazo de Plata como su hermano Psycho Clown y su hermana Goya Kong son luchadores profesionales. Como miembro de la familia Alvarado, él es el primo de los luchadores profesionales La Máscara y Robín.

## Controversia
El 19 de mayo de 2017, se filtró un vídeo donde él y Dinastía Alvarado, acompañados de su hermano (Psycho Clown), Felipe (La Máscara), Robin y su tío Daniel Alvarado (Brazo de Platino), destruyen el auto de lujo de José Gutiérrez, más conocido como Último Guerrero. El acto de vandalismo fue reportado como resultado de declaraciones que Gutiérrez hizo acerca de la muerte del padre de Felipe Alvarado. Una semana después, el CMLL despidió a Máximo y a La Máscara por acto vandálico.

## En lucha
- Movimientos finales
  - Posterior Splash (Diving hip attack)
  - Topé en Reversa (Reverse crossbody)
- Movimientos de firma
  - Diving crossbody
  - Greco-Roman Lip-Lock
  - Kiss, usualmente después de rechazar varios golpes de su oponente.
  - La Silla (Diving Thesz press)
  - Suicide dive

## Campeonatos y logros
- Consejo Mundial de Lucha Libre
  - Campeonato Mundial de Peso Completo del CMLL (1 vez)
  - Campeonato Mundial de Tríos del CMLL (1 vez) – con Rush y Marco Corleone
  - Campeonato Nacional de Tríos (1 vez) – con El Sagrado & El Texano Jr.
  - Copa Junior (2014)
  - Torneo Nacional de Parejas Increíbles (2015) – con El Terrible

- Pro Wrestling Illustrated
  - Situado en el N.º 96 en los PWI 500 de 2006
  - Situado en el N.º 188 en los PWI 500 de 2007
  - Situado en el N.º 286 en los PWI 500 de 2008
  - Situado en el N.º 57 en los PWI 500 de 2015[6]
  - Situado en el N.º 64 en los PWI 500 de 2016[7]
  - Situado en el N°93 en los PWI 500 de 2017[8]